# Carlos Martins (futebolista)
Carlos Jorge Neto Martins (Oliveira do Hospital, 29 de abril de 1982) é um ex-futebolista português que jogava como médio centro.
Dono de um potente remate e muita garra em campo, ganhou o apelido de Rambo dos torcedores do Benfica. Antigo jogador do Sporting, jogou nos rivais da Luz, transferindo-se do Benfica para o Belenenses onde terminou a carreira.

## Carreira

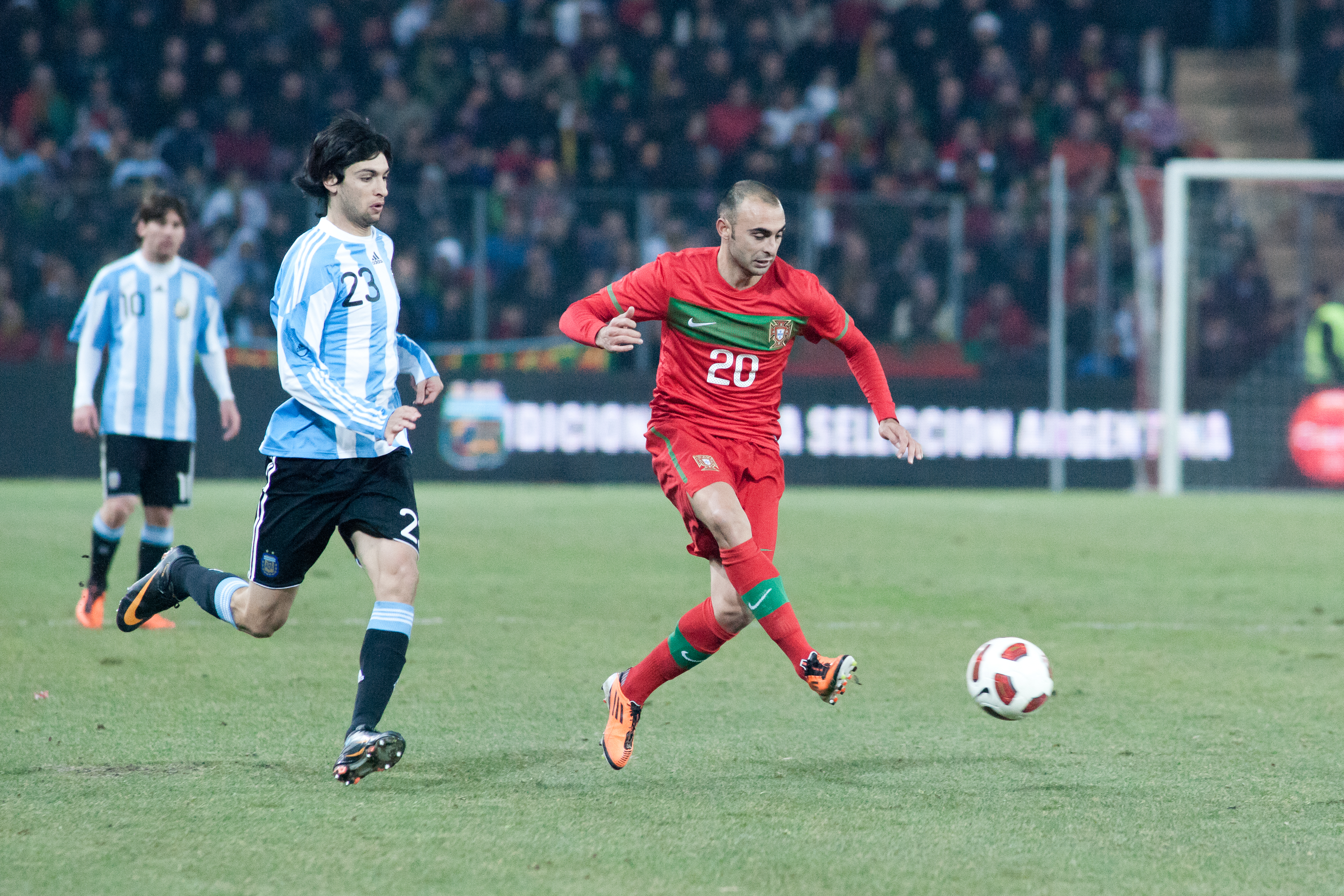
Carlos Martins em partida pela Selecção Portuguesa.

### O início
Oriundo do clube da sua terra, foi jogar para o Sporting em 1993 com apenas 11 anos. Na altura, optou por ir morar com a sua tia em Loures em vez de ficar no Centro de Futebol Juvenil do Sporting. Acabou por passar por dificuldades e retornou ao Oliveira do Hospital após um ano.
Em 1995, volta "definitivamente" à casa-mãe. Nas camadas jovens do Sporting, integra as equipas de juvenis e juniores onde teve como colegas: Lourenço (Ex: Sporting, Belenenses, Leiria, Setúbal, recentemente contratado pelo Panionios da Grécia), Santamaria (Ex: Sporting, Marco, Estrela da Amadora e actualmente no Olhanense), Beto (Ex-Sporting, Casa Pia e actualmente no Leixões), Ricardo Quaresma, Hugo Viana, Miguel Garcia, entre muitos outros.
Presença assídua nas selecções juvenis de Portugal, destacam-se a participação no Europeu de Sub-17 na Polónia em 1998 e a presença no Torneio de Toulon no ano de 2001 (prova ganha pela Selecção de Portugal nesse ano).

### Como Sénior
Carlos Martins foi lançado na equipa principal do Sporting pelo treinador Augusto Inácio em 2000, num jogo entre o Sporting e o Alverca a contar para a Primeira Liga Portuguesa que terminou empatado. Nesse jogo, que acabou empatado 1-1, Carlos teve a oportunidade de apresentar as suas potencialidades a todos aqueles que não conheciam o seu percurso tanto no Sporting como nas selecções nacionais mais jovens, ao efectuar uma exibição positiva cheia de garra e vontade para fazer face ao resultado negativo para o Sporting.
Nessa época de 2000/2001, Carlos Martins fazia parte da então formada Equipa B, treinada por Jean Paul. Após a presença no torneio de Toulon, onde marcou o golo contra a Holanda que colocou Portugal na final, surgiram as notícias das más relações entre o jogador e o técnico da equipa B leonina. Pede então para sair por empréstimo, pois não pretendia continuar a representar a equipa B.

### Campomaiorense
Na época 2001/2002, Carlos Martins é emprestado à filial do Sporting, Sporting Clube Campomaiorense. Adquiriu experiência na II Liga ao serviço do clube alentejano onde se pautou como um dos principais jogadores da equipa treinada por Diamantino Miranda, onde também jogavam Detinho, Vasco Matos, Patacas e Jorginho.
Contudo, Carlos regressa ao Sporting pouco antes da época terminar, alegadamente por problemas disciplinares.

### O primeiro regresso
Com o Sporting a sagrar-se campeão na época 2001/2002, Lazlo Boloni organiza o estágio de final de época para observar os jogadores que estiveram emprestados naquela época, entre eles Toñito, Mauricio Hanuch, Ricardo Fernandes e o próprio Carlos Martins.
Após jogos como o Deportivo da Coruña e Alverca (onde se estreou Yannick Djaló), o treinador decide incluir Carlos Martins no plantel leonino.
Logo no primeiro jogo oficial da época, Sporting vence por 5-1 na decisão da Supertaça face ao Leixões, em Setúbal. Carlos Martins usando a camisola 26 (que na época seguinte pertenceu a Fábio Rochemback) entra na segunda parte e foi o autor do melhor golo da partida com um pontapé de fora da área.
Nessa temporada, Carlos Martins participa ocasionalmente nas partidas do Sporting, principalmente devido às presenças de Toñito, Marcos Paulo, Rui Bento e Paulo Bento, e mais tarde, João Vieira Pinto. No entanto, quando jogava era um dos principais jogadores em campo. Em Belgrado, entra aos 20 minutos a substituir o lesionado Rui Bento e participa nas jogadas dos 3 golos leoninos. No Bessa, com o jogo empatado a 1-1, Carlos efectua um dos seus célebres passes de "morte" para Cristiano Ronaldo colocar o resultado em 2-1 a favor do Sporting.
Apesar das boas exibições, Lazlo Boloni não colocava Carlos Martins regularmente em campo. Assim, o jogador acabou por ser emprestado durante a 2ª volta à Académica de Coimbra.

### Académica de Coimbra
Ao serviço do clube de Coimbra, é treinado por Artur Jorge que vê nele um dos principais motores do ataque dos estudantes. Realiza 9 jogos pela equipa, não marcando qualquer golo.
Nesta altura, continua a ser presença assídua na selecção Sub-21 de Portugal.

### A camisola 5

#### 2003/2004
Em 2003/2004, Lazlo Boloni é substituído por Fernando Santos como treinador do Sporting. O esquema táctico 4-3-3 parece indicado para Carlos Martins, habituado a jogar no miolo a municiar o jogo ofensivo da equipa. Nem mesmo a presença de Fábio Rochemback ou Custódio parecem afectar a imposição de Carlos Martins na equipa leonina. Na pré-época é chamado regularmente a titular da equipa, formando juntamente com Tello e Rochemback, o trio do meio campo leonino, responsáveis por apoiar o ataque inicialmente composto por João Pinto, Elpidio Silva e Cristiano Ronaldo, entretanto contratado pelo Manchester United e assim substituído por Liedson.
No entanto, começam a surgir aquilo que os analistas utilizam para justificar o principal entrave para a explosão de Carlos Martins: as lesões. Um problema físico surge no início da época e este facto impede Carlos de participar no início oficial da temporada do Sporting. A sua participação em jogos do Sporting, acentuou-se após a saída de Rochemback para participar na qualificação Sul-Americana para os Jogos Olímpicos e a lesão do mesmo num jogo contra o Beira-Mar. Carlos marca em dois jogos, contra o Gil Vicente (1x1) e contra o Alverca (vitória do Sporting por 2x1). Entretanto, Sporting contratara Tinga e ainda contava com Rui Bento, Paulo Bento e Custódio para as mesmas posições que Carlos Martins e os 2 brasileiros.
Antes do final da época, uma nova lesão impede Carlos Martins de jogar pela equipa leonina

#### 2004/2005
Sob o comando de José Peseiro, o Sporting realizou uma das suas melhores épocas dos últimos anos. Esta é considerada por muitos como a melhor época de Carlos Martins no Sporting. A sua utilização como médio-direito foi a alternativa encontrada por José Peseiro para poder colocar em campo um quarteto de luxo no Meio-Campo, composto por Carlos, Custódio, Rochemback e Hugo Viana (emprestado pelo Newcastle United).
Durante várias jornadas consecutivas, Carlos é considerado como um dos melhores jogadores em campo e o principal dinamizador do caudal ofensivo e transição atacante do Sporting. O melhor ciclo do Sporting terá sido verificado entre o jogo com o Penafiel ganho por 3-0 e a vitória em Coimbra por 3-2. Pelo meio, uma derrota no Dragão por 3-0, o único jogo em que Carlos não foi titular por opção.
Nessa época, o último jogo de Carlos foi contra o Futebol Clube do Porto, onde foi autor do 2.º golo leonino, antes de uma lesão o faz voltar a parar.

#### 2005/2006
Com as saídas de Rochemback e Pedro Barbosa, as esperanças do Sporting residem agora em 2 jovens formados no clube: João Moutinho e Carlos Martins.
No Sporting, após um mau início de época, José Peseiro é substituído por Paulo Bento.
Nesta época, as lesões voltam a assolar Carlos Martins, razão que o impedem de realizar uma época regular. Ainda assim, realiza exibições interessantes com destaque para a vitória sobre o Vitória de Guimarães em Alvalade, onde marca o 1.º golo e dá o segundo a marcar a Deivid, e a vitória em Setúbal novamente por 2-1, onde volta a marcar o 1.º golo e marca o livre que origina o 2.º golo leonino apontado por João Moutinho.
Na época 2006/2007 passa a envergar a camisola número 10 da equipa leonina, herdada de Sá Pinto.
Após um bom início de época, é convocado por Scolari para a Selecção Principal de Portugal.

### Recreativo
Foi um dos reforços do Recreativo Huelva para a época 2007-2008, naquela que foi a sua primeira aventura no estrangeiro.
Depois de 2 temporadas menos boas, Carlos Martins esteve em grande plano na equipa. Foi um dos jogadores mais utilizados, tendo jogado 32 jogos (um total de 2437 minutos) e marcado 6 golos. Na "Copa del Rey" jogou 2 jogos não tendo marcado nenhum golo. As suas exibições suscitaram o interesse do Sport Lisboa e Benfica.

### Benfica
Em Junho de 2008 assinou contrato com o Benfica de cinco anos. O Benfica pagou 3 milhões de euros, sendo que 40% da transferência (1,2 milhões de euros) foi para os cofres leoninos. Carlos Martins ficou ainda com uma clausula de rescisão afixada em 20 milhões de euros.
Na sua primeira temporada de águia ao peito o antigo leão é novamente assombrado pelas lesões que o impediram de começar a época. Mesmo assim nessa temporada ainda marcou um excelente golo na taça da liga frente ao Vitória de Guimarães quando decorria o minuto 81 Ruben Amorim cruza e Carlos Martins com uma pequena acrobacia faz o golo, outro grande momento na época de 2008/2009 foi quando apontou o último penalti frente à sua antiga equipa, entregando o taça da liga ao Benfica.
Na temporada de 2009/2010 foi também alvo de algumas lesões o que o afastou na primeira volta do campeonato mas na segunda volta fazendo uma espécie de rotina com Pablo Aimar apresentou-se a um nível elevadíssimo tendo apontado diversos golos, o seu maior momento foi novamente na final da taça da liga quando apontou um livre muito longe da baliza e acabou por conseguir bater o experiente Nuno Espírito Santo guarda-redes do FC Porto.

### Granada
Na temporada de 2011/2012 foi emprestado ao Granada de Espanha onde esteve 1 temporada Granada Club de Fútbol.

### Benfica B
Na temporada de 2014/2015 jogou no Sport Lisboa e Benfica B na primeira volta do campeonato. Fora dos planos de Jorge Jesus acabou por rescindir com o clube.

### Belenenses
A 16 de Setembro da temporada de 2014/2015 Carlos Martins terminou o contrato com o Benfica e no mês seguinte assinou contrato com o Belenenses fazendo a sua estreia a 7 de Janeiro no jogo com o Braga para a Taça de Portugal e o seu primeiro golo, no dia 8 de Fevereiro no jogo contra o Vitória SC.
A 4 de Setembro foi confirmado que o jogador terá rescindido contrato, sem quaisquer explicações, na página oficial do clube no Twitter.

## Títulos
Sporting
- Supertaça de Portugal: 2002/2003

Benfica
- Taça da Liga: 2008/09, 2009/2010, 2010/2011
- Campeonato Português: 2009/2010

## Vida pessoal
A 15 de Novembro de 2011, após a segunda-mão do playoff de qualificação para o Euro 2012 entre Portugal e Bósnia, foi anunciado que o filho de três anos de Carlos Martins sofre de aplasia medular, cuja cura implica um transplante de medula. O jogador passou cerca de duas semanas em Portugal, regressando ao activo pelo Granada (como titular) num jogo caseiro com o Maiorca, marcando ao 20.º minuto, o golo da igualdade.